# Bert de Vries (presentator)
Lambert (Bert) de Vries (ca. 1930 - 2014) was een Nederlands presentator afkomstig uit Zuid-Limburg. 
De Vries studeerde in 1957 af aan de Vrije Universiteit als psycholoog maar werd bij het grote publiek bekend als presentator van de kennisquiz Alles of niets die hij tussen 1974 en 1977 voor de TROS presenteerde waarbij voor die tijd hoge geldbedragen konden worden gewonnen. Daarnaast was De Vries schrijver, marktonderzoeker en onder meer voorzitter van het Genootschap voor Reclame. 
In 2014 overleed De Vries op 84-jarige leeftijd.